# Apodyteriafobi
 Denne artikel bør gennemlæses af en person med fagkendskab for at sikre den faglige korrekthed.

Apodyteriafobi (fra oldgræsk ἀποδυτήριον : "omklædningsrum) er et fobi mod at vise den nøgne krop i for eksempel bad, omklædningsrum og sauna.
Apodyteria viser sig stærkest i starten af puberteten og forsvinder oftest i begyndelsen af voksenlivet. Symptonerne er ofte gråd, fornægtelse uden grund og i sjældne tilfælde at lægge sig ned på jorden. I modsætning til de fleste andre fobier, kan denne fobi ikke fjernes ved at overvinde skrækken, men går over af sig selv.
Det kan være psykisk skadende for vedkommende, hvis han eller hun bliver tvunget til at vise sig nøgen. De fleste af dem der lider af denne fobi, er ikke kun bange for at være nøgne, men også bange for eller føler sig utilpas ved at se andre nøgne personer.
Der findes forskellige grader af denne fobi, selv om det kun er dem, der lider stærkt af det, der bryder helt sammen og lægger sig ned på gulvet.
Det bedste der kan gøres for folk der lider af apodyteriafobi, er at undgå områder, hvor nøgenhed er nødvendig, eller at give dem et rum, hvor de kan være alene (det kan dog stadigt være ubehageligt, hvis rummet er stort, og kan give fornemmelsen af at blive overvåget).